# Xysticus nigrotrivittatus
Xysticus nigrotrivittatus är en spindelart som först beskrevs av Simon 1870.  Xysticus nigrotrivittatus ingår i släktet Xysticus och familjen krabbspindlar. Inga underarter finns listade i Catalogue of Life.